# Jean-Michel Corillion
Jean-Michel Corillion est un réalisateur et chef opérateur français né le 7 avril 1964 à Bar-le-Duc en Lorraine.
Il est membre de la Société des Explorateurs Français depuis 2018.

## Biographie
Après une licence en Droit et quatre années dans l'univers de la musique comme chanteur dans le groupe new wave Épitaphe, il s'oriente vers une carrière audiovisuelle.
Il suit la formation d'opérateur de prise de vue du CERIS (Centre d'étude et de recherche de l'image et du son) et obtient en 1988 le BTS d'opérateur de prise de vue en étant major de sa promotion.
Il travaille comme cadreur, puis Chef-Opérateur pendant dix ans sur les plateaux de cinéma et de télévision.
Grâce au documentaire, il part à la découverte du monde et des régions les plus reculées. Il passe alors du métier de chef opérateur à celui de réalisateur, tout en n'abandonnant pas la caméra en signant encore dans ses réalisations les images de ses films.
En 1995, sa rencontre avec le peuple Jawi dans le sud de la Thaïlande va orienter son travail vers l'ethnologie.
Les trente années suivantes vont lui faire rencontrer un grand nombre d'ethnies :
- le peuple Sherpa dans les montagnes du Khumbu au Népal (1997),
- le peuple Yami au sud de Taïwan (1998),
- les Indiens Haïdas à 50 km au sud de l'Alaska (1998),
- le peuple Toraja et les Bugis sur l'île de Sulawesi en Indonésie (1999),
- le peuple Aïssawa au Maroc (1999),
- le peuple Punan en pleine jungle de Bornéo et les Asmat de Papouasie-Nouvelle-Guinée (2000),
- le peuple Matis d'Amazonie (2004),
- les habitants du Zanskar dans les montagnes indiennes de l'Himalaya (2005 - 2006),
- le peuple Tau't Batu sur l'île de Palawan aux Philippines (2016).

Tout au long de sa carrière, Jean-Michel Corillion signe également de nombreux films autour du monde animal:
- "Soldats des mers" en 1996 et 1997, une enquête inédite sur l'utilisation des mammifères marins par les armées américaine et russe durant la guerre froide,
- "Le yak sacré du Mani Rimdu, sur une fête Bouddhiste et la libération d’un yak blanc en 1997,
- "Teuira, l'homme qui parle aux requins", sur la capture rituelle d’un requin au lasso en 1997,
- "24 heures sur la planète corail" tourné sur l'île de la Réunion en 2003,
- "Le monstre du Tanganyika" tourné au Burundi en 2003 et 2004,
- "L'or sauvage" tourné en Chine en 2004,
- "Pêcheurs des abysses" tourné sur l'île de Rurutu en Polynésie en 2004 et 2005,
- "Sur le dos des baleines" tourné aux Australes en Polynésie en 2008,
- "Le fabuleux destin de Siam, l'éléphant", un animal mythique aujourd'hui naturalisé et devenu l'icône de la grande galerie de l'évolution du Muséum National d'Histoire Naturelle de Paris en 2013,

En 2012, en collaboration avec le musée du Quai Branly, il réalise le film "Chaman, les maîtres du désordre" l'univers envoûtant et troublant des derniers Chamans du Maroc.
En 2016, aux quatre coins de l'Europe (France - Italie - Autriche - Espagne - Roumanie), il suit dans le film "Transhumances" les derniers bergers et leur troupeau.

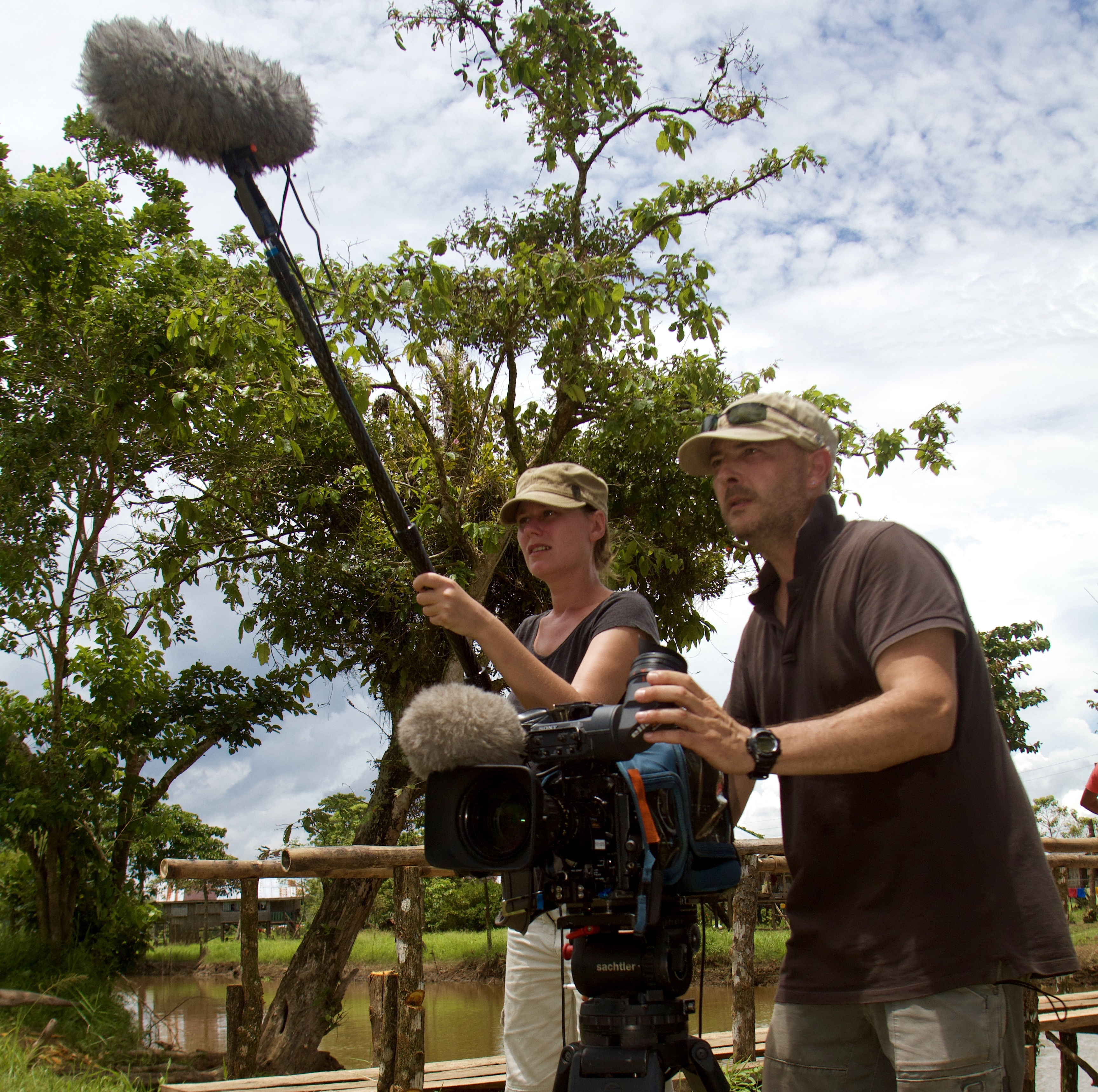
Isabelle Coulon et Jean-Michel Corillion

De 2016 à 2017, il signe avec Isabelle Coulon une collection de trois films intitulés "Celle qui va tout changer" qui s'intéresse aux contrées et villages les plus inaccessibles du globe qui voient leur isolement rompu par l'arrivée d'une route.
Au cours de ces mêmes années, il dévoile au grand public le travail épique et très éprouvant d'une équipe internationale de vingt-deux chercheurs partie explorer pour la première fois une des dernières taches blanches de la planète située à l'ouest de Madagascar, les Tsingy de Namoroka avec le film "Le Labyrinthe secret de Namoroka".
Il a signé également des œuvres plus singulières comme "Le monde secret du Vatican" en 2011 une première mondiale au cœur du plus petit État du monde, ou  "Rêve de Glace" tourné en 2009 et 2010 qui retrace l'incroyable combat d'un homme persuadé qu'un jour l'humanité en pénurie d'eau douce sera capable de s'emparer et de tracter un iceberg pour le convoyer jusqu'aux zones les plus arides de la planète.
Les réalisations de Jean-Michel Corillion ont obtenu de nombreuses récompenses en particulier le documentaire "Devenir femme au Zanskar".

## Filmographie
Sauf indication contraire, les informations mentionnées dans cette section peuvent être confirmées par les bases de données cinématographiques IMDb et Allociné,  présentes dans la section « Liens externes ».
- 1997 : 
  - Soldats des mers, durée : 52 min, lieu : États-Unis - Union soviétique, Production : ZED / ARTE, co-réalisateur : J. Julienne
  - Le yak sacré du Mani Rimdu, durée : 26 min, lieu : Khumbu - Peuple Sherpa - Népal, Production : ZED / France 3 RFO / AB Productions
  - Teuira, l'homme qui parle aux requins, durée : 26 min, lieu : Bora Bora - Polynésie française, Production : ZED / France 3 RFO / AB Productions
- 1998 : 
  - La nuit des casques d'argent (Pêche en hommage au Dieu des poissons volants), durée : 26 min, lieu : Orchis Island - Tribus Yami - Taïwan, Production : ZED /La 5e / AB Productions
  - Le peuple du saumon (Croyance ancestrale liée à la protection des saumons), durée : 26 min, lieu : Queen Charlotte Island - Haïda - Canada, Production : ZED /La 5e / AB Productions
  - Les maîtres du tambour (Le Gwo Ka, mémoire vivante d’un peuple né de l’esclavage), durée : 52 min, lieu : Guadeloupe, Production : France Mexique Cinéma / France 3 RFO
- 1999 : 
  - Passeurs d'âmes (Le buffle, guide spirituel des morts vers l’au-delà), durée : 26 min, lieu : Île de Sulawesi (ethnie Toraja) - Indonésie, Production : ZED / La 5e / AB Productions
  - Les jumeaux du lac Tempé (Adoption d’un varan considéré comme un humain), durée : 26 min, lieu : Île de Sulawesi (ethnie Bugis) - Indonésie, Production : ZED / La 5e / AB Productions
  - Les hommes-varans (Version longue des jumeaux du lac Tempé), durée : 52 min, lieu : Île de Sulawesi - Indonésie, Production : ZED / La 5e / AB Productions
  - La confrérie du cobra (Capture de serpents et rituel d’exorcisme Aïssaoua), durée : 26 min, lieu : Plaine de Marrakech - Moyen Atlas - Maroc, Production : ZED / La 5e / AB Productions
- 2000 : 
  - L'univers des Punans (Vie quotidienne des chasseurs cueilleurs Punans dans la jungle), durée : 26 min, lieu : Île de Bornéo - Indonésie, Production : ZED / La 5e / Voyage
  - Asmat, le vrai peuple (Mariage ritualisé d’un jeune Asmat), durée : 52 min, lieu : Papouasie occidentale (Irian Jaya) - Indonésie, Production : ZED / Odyssée
- 2001 : 
  - Mahu, l'efféminé (Portraits d’hommes efféminés), durée : 52 min, lieu : Polynésie française, Production : Le Sabre / France 3 RFO
- 2002 : 
  - Enfants d'eau (École de plongée pour enfants), durée : 26 min, lieu : Polynésie française, Production : Le Sabre / France 3 RFO
- 2003 : 
  - 24 heures sur la planète corail (Étude et préservation du lagon Réunionnais), durée : 26 min, lieu : Île de la Réunion, Production : ICV / RFO / Canal+ Réunion
- 2004 : 
  - Le monstre du Tanganyika (Étude et tentative de capture du plus grand crocodile du Nil du monde), durée : 55 min, lieu : Burundi / Afrique de l'Est, Production : Gédéon Programmes / D.D.E États-Unis / Canal + / France 3
  - L'or sauvage : Le chevrotain porte-musc, durée : 26 min, lieu : Chine du nord - France, Production : ZED / France 5
  - Les jeux amazones (Participation des Indiens Matis aux Jeux Indigènes de Puerto Seguro), durée : 52 min, lieu : Jungle de la côte Est du Brésil, Production : ZED / Arte / Equator HD / Discovery
  - Pêcheurs des abysses (Capture de poissons à grande profondeur), durée : 26 min, lieu : Île de Rurutu, Production : RFO / France 3
- 2007 : 
  - Devenir femme au Zanskar (Portraits croisés de deux jeunes filles : l’une est enlevée par son futur mari, l’autre choisit d’entrer au couvent pour éviter un mariage forcé), durée : 90 min et 52 min, lieu : Himalaya - Inde du nord, Production : ZED / France 5 / SWR / Equator HD / YLE / TSR / RTBF / TSR
  - L'envol du chasseur (Découverte d’une confrérie secrète d’Afrique de l’Ouest, La Confrérie des Chasseurs, au travers de l’initiation d’un jeune chasseur), durée : 52 min, lieu : Mali, Production : Les Films du Rêve / ARTE / Kwanza Distribution, co-réalisateur : Alexandre Bonche, Guillaume Vincent
  - Journal d'un hivernant (Un jeune cinéaste, J. Zaccaria, a partagé durant toute une année et caméra au point, la vie des chercheurs de la base scientifique Dumont Durville), durée : 52 min, lieu : Antarctique, Production : Kwanza / RFO
- 2008 : 
  - Sur le dos des Baleines (Un scientifique Français s’est lancé un incroyable défi : sauver les baleines à bosse en étudiant leurs parasites), durée : 52 min, lieu : Nouvelle Calédonie et Île de Rurutu – Archipel des Australes - Polynésie Française, Production : Kwanza / France 3 / Discovery HD / France Ô / Planète Thalassa / Canal Overseas / RTBF / Bleu Lagon / Mad Executive
- 2009 : 
  - Terre natale, retour à Rurutu (Portraits d’adolescents ayant abandonné leur île natale très jeune, et qui, bien des années plus tard, foulent avec émotion La Terre de leurs Ancêtres), lieu : Archipel des Australes - Polynésie française, Production : Kwanza / France 5 / Canal Overseas / Bleu lagon / RTBF
- 2010 : 
  - Rêve de glace (Le rêve d’un homme de pouvoir tracter un iceberg jusqu’aux zones les plus arides de la planète pourrait devenir réalité, grâce à la science et à la réalité virtuelle), durée : 52 min, lieu : Groenland - Terre Neuve - Autriche - Les îles Canaries - France, Production : Kwanza / RFO Archipel / Planète Thalassa / France 3 Thalassa / ZDF / NRK / ERT / TG4 / VRT
  - Lamaléra, l'ultime combat (L’arrivée brutale des moteurs à bord des bateaux traditionnels bouleverse la vie d’une petite communauté de chasseurs de baleines), durée : 52 min, lieu : Île de Lembata - Indonésie, Production : Kwanza / France 5 / France 3
- 2011 : 
  - Le monde secret du Vatican (Pour la première fois, une caméra est autorisée à filmer l’État du Vatican, en suivant au plus près des hommes et des femmes qui travaillent dans l’ombre du Pape), durée : 75 min, lieu : Italie, Production : Kwanza / France 5 / ARD-BR / BBC / RTBF / Nat. Géographic
- 2012 : 
  - Chamans, les maîtres du désordre (Un stupéfiant voyage en pays Chaman, du Maroc éblouissant de beauté au monde de l’invisible et des esprits), durée : 52 min, lieu : Maroc, Production : Shoot Again / Musée du Quai Branly / France 5
- 2013 : 
  - Face au crocodile géant (Le plus gros crocodile marin du monde jamais capturé vivant est hors d’état de nuire. Mais les hommes sauront-ils le maintenir en captivité ?), durée : 52 min, lieu : Île de Mindanao - Philippines, Production : Kwanza / France 2 - Grandeurs Nature / RTBF / Planète +
  - Le Fabuleux destin de Siam l'éléphant (Sur les traces du célèbre éléphant Siam, des forêts de l’Inde au cirque Knie en Suisse, du tournage de Yoyo au zoo de Vincennes, de la célébrité à la postérité), durée : 52 min, lieu : Inde - Suisse Allemande - France, Production : Kwanza / France 5 / RTBF / Discovery Asie
- 2014 : 
  - Les exilés de Jemaa El Fna (Depuis des décennies au Maroc, serpents et singes sont l’attraction de la place Jemaa El Fna de Marrakech. Mais d’où viennent ces animaux qui ont été retirés de leur milieu naturel ?), durée : 52 min, lieu : Maroc, Production :Kwanza / Ushuaïa TV / Faouzi Vision
- 2016 : 
  - Le dernier refuge (Sédentarisée depuis deux ans, une famille originaire de la tribu Tau’t Batu n’accepte plus de vivre dans la misère et l’esclavage, et décide de repartir vivre dans la grotte où ils sont nés, au cœur de la jungle), durée : 52 min, lieu : Île de Palawan - Philippines, Production : Kwanza / France 5 / Ushuaïa TV
  - Tranhumances (Les bergers d’Europe sont des aventuriers, des pionniers et des visionnaires qui écrivent sous leurs pas la plus belle des histoires naturelles), durée : 52 min, lieu : Italie - Autriche - Espagne - France - Roumanie - Pays de Galles, Production : Kwanza / France 2 - Grandeurs Nature / Interspot Film / Cwmni Da / Grupo Ganga Producciones / ORF Universum / S4C
- 2017 : 
  - Celle qui va tout changer (épisode 3) : Une route pour Phirilongwe (Des villageois se mobilisent pour construire une route qui va permettre à un camion transportant une foreuse de venir creuser des puits, apportant pour la première fois de l’eau potable pour tous), durée : 52 min, lieu : Malawi - Afrique australe, Production : Kwanza / France 5 / Ushuaïa TV
  - Celle qui va tout changer (épisode 2) : Une route pour Hargyak (Pour désenclaver les villages les plus isolés du Zanskar, un moine décide de construire une route au cœur de l’Himalaya, entre 3 800 et 5 100 mètres d’altitude), durée : 52 min, lieu : Himalaya - Zanskar, Production : Kwanza / France 5 / Ushuaïa TV
  - Celle qui va tout changer (épisode 1) : Une route pour Xiao Jiang (Un homme atteint d’un cancer décide de construire une route pour désenclaver son village natal), durée : 52 min, lieu : Sud de la Chine, Production : Kwanza / France 5 / Ushuaïa TV
- 2018 : 
  - Le labyrinthe secret de Namoroka (Une expédition scientifique internationale hors norme explore pour la première fois une des dernières taches blanches de la planète, les Tsingy de Namoroka), durée : 90 min / 2 x 52 min, lieu : Madagascar, Production : Kwanza - SWR / ARTE / Ushuaïa TV / TV5 Monde
- 2020 : 
  - Marquises, des îles au bord du ciel (Embarquez à bord de l’Aranui V, un bateau ravitailleur de l’archipel des Marquises, à la découverte des îles et de leurs habitants), durée : 52 min, lieu : Polynésie française, Production : BL Productions - L’Autre Prod / TNTV / TV5 Monde
- 2022 : 
  - La Martinique, la force des éléments (Les équipes sous-marine, aérienne et terrestre de « The Explorers » parcourent le territoire martiniquais pour en capter les plus belles images et témoignages. Ce sont les acteurs locaux qui nous racontent leur histoire, leur nature, leur territoire), durée : 52 min / 2 x 26 min / 25 x 1 min 10 s : 8 x 2 min 30 s, lieu : Martinique, Production : The Explorers Network

## Distinctions

### Récompenses

#### Festival international du film maritime, d'exploration et d'environnement de Toulon (FIFME)
- Prix CIDALC au 30e FIFME en 1999 pour Teuira, l’homme qui parle aux Requins.
- Prix du Film d’Exploration au 31e FIFME en 2000 pour Passeurs d’Âmes.
- Prix du Public au 32e FIFME en 2001 pour La Confrérie du Cobra.
- Prix de la Fédération Française d’Études et de Sports Sous-marins au 34e FIFME en 2003 pour Enfants d'Eau.
- Prix Spécial du Jury & Prix François de Roubaix (Meilleure Musique (Hervé Postic)) au 36e FIFME en 2005 pour Le Monstre du Tanganyika.
- Ancre d’Or au 38e FIFME en 2007 pour Devenir une Femme au Zanskar.
- Prix de la marine nationale au 39e FIFME en 2008 pour Sur le dos des baleines.
- Mention spéciale du jury au 40e FIFME en 2009 pour Terre natale, Retour à Rurutu.
- Prix de la Recherche Scientifique au 41e  FIFME en 2010 pour Rêve de Glace[1].
- Ancre de bronze au 45e FIFME en 2013 pour Face au crocodile géant.
- Ancre d'or au 47e FIFME en 2015 pour Le dernier refuge.
- Prix spécial du jury au 49e FIFME en 2018 pour Une route pour Kargyark.

#### Festival de l’image sous marine et de l’environnement de Strasbourg (FEISME)
- Trophée de bronze au 30e FEISME en 2018 pour Une route pour Phirilongwe.
- Mention spéciale du jury / Pris de l'expédition et de l'aventure au 31e FEISME en 2019 pour Le labyrinthe secret de Namoroka.

#### Festival International du Film Océanien (Polynésie Française)
- Grand Prix en 2004 pour Mahu, l’Efféminé
- Prix du public en 2010 pour Terre natale, Retour à Rurutu.

#### Autres prix
- Prix d'Honneur au Magnolia Award Compétition de Shanghai (Chine) pour Teuira, l’homme qui parle aux Requins.
- Prix du Meilleur Sujet & Prix du Public du 7e Festival Jules Verne. Paris (France) en 1998 pour Teuira, l’homme qui parle aux Requins.
- Prix du Public du 13e Festival Int. du Film de la Vie de l'Eau. Rodez (France) en 1998 pour Teuira, l’homme qui parle aux Requins.
- 1er Prix au 7e Festival des Images de Mer. Nausicaâ. Boulogne-sur-Mer (France) en 1999 pour Teuira, l’homme qui parle aux Requins.
- Prix Spécial du Jury du 14e Fest. Int. du Film Nature et Environnement de Grenoble (France) en 2000 pour Le Peuple du Saumon.
- Golden Globe du WorldMedia Festival de Hambourg (Allemagne) pour Asmat.
- Bronze Plaque du 49e Festival de Colombus (États-Unis) en 2001 pour Asmat.
- M.A Partha Sarathy Special Award du 14e festival de Sondrio (Italie) pour Asmat.
- Grand Prix du 10e Festival Jules-Verne de Paris (France) en 2001 pour Asmat.
- Grand Prix du 18e Festival Int. de Rodez (France) en 2004 pour Le Monstre du Tanganyika.
- Meilleure Photo du 16e Festival Télénatura de Pampelune (Espagne) pour Le Monstre du Tanganyika.
- Grand Prix (Best Of Festival President's Award) du 55e Festival de Colombus (États-Unis) en 2007 pour Devenir une Femme au Zanskar.
- Prix Spécial du Jury du 32e Festival du Film de Montagne de Banff (Alberta, Canada) en 2007 pour Devenir une Femme au Zanskar.
- Grand Prix (Catégorie : Alpine & Foreign Cultures)  du 19e festival Int de Graz (Autriche) en 2007 pour Devenir une Femme au Zanskar.
- 2e Prix du festival international de Katmandou (Népal) en 2007 pour Devenir une Femme au Zanskar.
- Jumeau d'or et prix du public au Festival d’Hendaye (France) en 2008 pour Sur le dos des baleines.
- Prix du documentaire animalier au Festival sous-marin d’Antibes (France) en 2008 pour Sur le dos des baleines.
- Best ocean natural history film au Festival int. de Santa Barbara (États-Unis) en 2008 pour Sur le dos des baleines.
- Prix de l'innovation au 7e Festival int. du film scientifique Pariscience (France) en 2011 pour Rêve de Glace.
- Prix de l'environnement au Festival de l’image sous-marine et d’exploration d’Antibes (France) en 2011 pour Rêve de Glace.
- Cigogne d'or au 9e FIFALE de Rabat (Maroc) en 2013 pour Rêve de Glace.
- Grand prix au Festival Water Sea Oceans de Hluboka (République tchèque) en 2015 pour Sur le dos des baleines.
- Grand prix du meilleur film au 28e Festival documentaires de Strasbourg (France) en 2016 pour Le dernier refuge.
- Grand prix – Rencontres d’Exception – au Festival Objectif Aventure de Paris (France) en 2016 pour Le dernier refuge.
- Prix du public au Festival Int. Retour du Monde de Pont du Fossé (France) en 2017 pour Le dernier refuge.
- Trophée d'argent au 6e Green Awards de Deauville (France) en 2017 dans la catégorie « Préservation de la Biodiversité » pour Tranhumances.
- Prix du meilleur documentaire scientifique au 3e Festival Lumexplore de la Ciotat (France) en 2018 pour Le labyrinthe secret de Namoroka.
- Prix spécial du jury au 12e Festival International du film Animalier et d’Environnement de Rabat (Maroc) en 2018 pour Le labyrinthe secret de Namoroka.
- Prix du meilleur documentaire au 25e Festival International des Cinémas d’Asie de Vesoul (France) en  2019 pour Une route pour Xiao Jiang.
- Prix du jury au 17e Festival International du Film Maritime et d’Aventure “The Sea is Calling” de Saint Petersburg (Russie) en 2020 pour Le labyrinthe secret de Namoroka.